# Flavarchaea stirlingensis
Flavarchaea stirlingensis är en spindelart som beskrevs av Rix 2006. Flavarchaea stirlingensis ingår i släktet Flavarchaea och familjen Pararchaeidae.
Artens utbredningsområde är Western Australia. Inga underarter finns listade i Catalogue of Life.